# Ficarolo

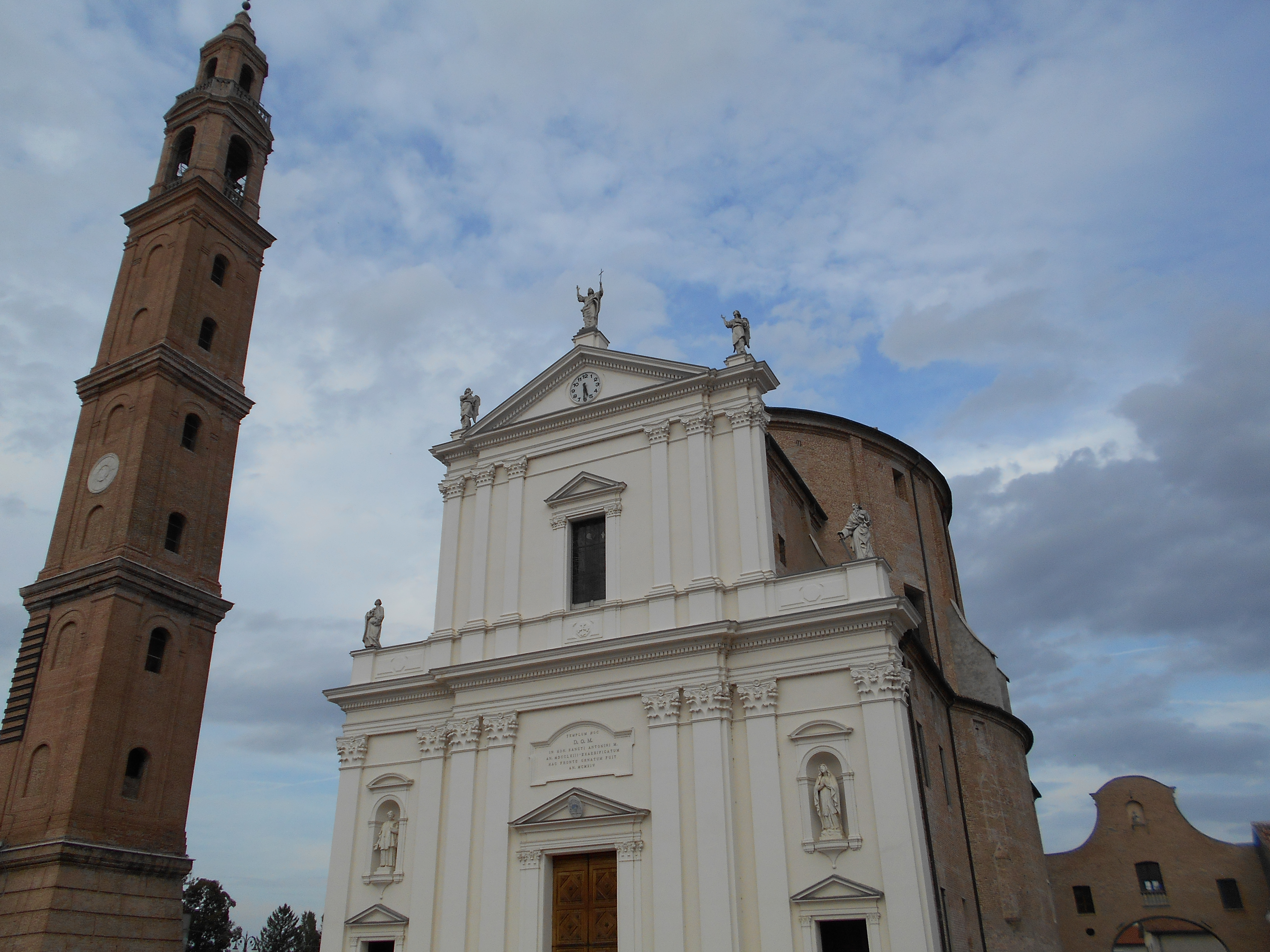
Chiesa arcipretale di Sant'Antonino martire

Ficarolo (Ficarol in veneto, Figarol in dialetto ferrarese) è un comune italiano di 2 194 abitanti della provincia di Rovigo in Veneto, situato ad ovest del capoluogo.

## Storia
Benché molti studiosi attribuiscano a Ficarolo origini antichissime, risalenti al periodo romano, il Ravelli ne fa iniziare la storia col X secolo, periodo in cui la documentazione riguardante il paese risulta assolutamente certa, attraverso un documento del 936, con il quale Bonifacio, secondo conte di Bologna, e Ingelberto, abate di Nonantola, attuavano una permuta di beni, tra cui anche Ficarolo ("pago Figariole"), all'epoca appartenente al contado di Ferrara e situato, insieme con l'abitato di Settepolesini (oggi frazione di Bondeno), alla sinistra del Po.
Nel 970 si ricorda Ficarolo come castello e, ben presto, il paese assumeva un ruolo di notevole importanza: che fosse già da tempo o divenisse in seguito sede di pieve, assorbì quasi subito parte della circoscrizione plebana di Santa Maria di Trenta.
Che tale assorbimento, per quanto parziale, fosse in atto nel X secolo, lo dimostra il Regestum bonorum della chiesa ravennate: il fundus Publica, appartenente alla chiesa di Santo Stefano di Galito/Galigo, cui apparteneva anche il fundus Bonolitico, confina ai lati opposti con il territorio delle pievi di Santa Maria di Ficarolo e di San Donato in Pedrurio; questa confinazione si ripete in un atto del XIII secolo che si riferisce a concessioni di enfiteusi della prima metà dell'XI secolo.
Il paese ha legato il suo nome alla rotta di Ficarolo, che nel 1152 sconvolse il corso principale del Po; si trattò in realtà di una serie di rotte che portarono alla creazione di un nuovo ramo, che prese il nome di "Po di Ficarolo" e che divenne in pochi anni il corso principale del fiume.
Tra le conseguenze di questo disastro, l'abitato di Settepolesini venne a trovarsi in riva destra del Po.
La fortezza di Ficarolo, che controllava il Po insieme alla gemella posta sulla riva meridionale del fiume, la Stellata di Bondeno (ancor oggi esistente), venne assediata dai Veneziani durante la Guerra del Sale (1482-1484) e capitolò dopo la strenua difesa della piccola guarnigione contro le soverchianti forze della Serenissima.
La pace di Bagnolo, che pose fine alla guerra, sancì però il ritorno di alcuni territori sotto il Ducato di Ferrara, tra i quali anche Ficarolo che dunque entrò a far parte della cosiddetta Transpadana Ferrarese.
Il paese rimase sotto al dominio estense fino al 1598, quando il territorio di Ferrara passò sotto allo Stato Pontificio, compresa la Transpadana Ferrarese.
Dopo il trattato di Campoformio del 1796, nel periodo napoleonico Ficarolo entrò a far parte del dipartimento del Basso Po, prima nella Repubblica Cisalpina, poi nel 1802 nella Repubblica Italiana e infine nel 1805 nel Regno d'Italia.
Il Congresso di Vienna del 1815 cambiò i confini del Polesine di Rovigo spostandoli sul Po, di conseguenza Ficarolo entrò a far parte del Regno Lombardo-Veneto e, dopo essere stata emiliana per quasi un millennio, passò in provincia di Rovigo e divenne veneta.
Nel 1866, al termine della terza guerra di indipendenza, il Veneto fu ceduto all'Italia, ma i confini con l'Emilia sono rimasti sul Po e Ficarolo è rimasta in provincia di Rovigo.

## Monumenti e luoghi d'interesse

### Architetture religiose
Per la Chiesa cattolica il territorio è amministrativamente parte del vicariato di Stienta, a sua volta divisione amministrativa della diocesi di Adria-Rovigo.
- Chiesa arcipretale di Sant'Antonino martire (XVIII-XX secolo). Realizzata nel 1773 su progetto dell'architetto ferrarese Gaetano Barbieri (lo stesso che un ventennio prima progettò la chiesa di Santa Maria del Suffragio in via San Romano a Ferrara) rimase incompiuta nella facciata fino al 1913. Come altri esempi di architetture religiose della provincia conserva l'interno barocco abbinato alla facciata neoclassica.

Al suo interno sono custodite numerose opere d'arte di pregio tra le quali una Madonna del Rosario opera del pittore secentesco di scuola ferrarese Ercole Sarti (ficarolese). 
Il busto di monsignor Giovanni Pellegatti Ricci è opera dello scultore padovano Augusto Sanavio (1912).
La chiesa è talvolta citata come "Sant'Antonio" martire. 
Il campanile, alto 69 m e di costruzione successiva all'edificio religioso, fu edificato a partire dal 1777 e, a causa della sua forte inclinazione, ha popolarmente acquisito la definizione di "Torre di Pisa del Veneto". Le inclinazioni medie della canna e della cella campanaria/cuspide sono rispettivamente 2.8° e 2°, e l'azimut della direzione di inclinazione è 321°, quindi circa NNO. Per confronto, la pendenza attuale della Torre di Pisa (alta 56 m) è circa 4°. Il fuori piombo del campanile di Ficarolo è circa 2.4 m alla sommità della canna e 3.1 m all'apice della cuspide.
- Oratorio della Beata Vergine del Carmine (XIX secolo). Edificato sul luogo di due precedenti oratori, l'attuale piccolo edificio di culto venne realizzato per dare la possibilità di accesso ad un maggiore numero di fedeli. Benedetto nel 1842, l'edificio, dal prospetto intonacato a quattro lesene è caratterizzato da un unico e semplice portale preceduto da un piccolo sagrato mentre l'interno, a pianta latina, è a navata unica.

L'interno custodisce alcune statue di santi di pregevole fattura e dipinti dei quattro evangelisti. L'altare maggiore, realizzato in marmi policromi, integra nella nicchia la statua della Madonna del Carmine, compratona di Ficarolo. Benché oggetto di un restauro conservativo terminato nel 2011 che ha riportato l'edificio all'aspetto originale, come la Chiesa arcipretale di Sant'Antonino martire ha subito danni, seppur lievi, a causa del terremoto del 2012.
- Oratorio di Sant'Ippolito.

- Oratorio di San Rocco.

- Oratorio di San Pietro.

### Architetture civili
- Villa Giglioli (fine XVI secolo), già Arienti, Schiatti e Saracco, è stata sede municipale sino a alla fine del XX secolo, divenendo poi sede distaccata del Conservatorio "Venezze" di Rovigo, nonché cornice per vari eventi e mostre, quali i matrimoni civili e concerti.
- Ex zuccherificio, costruito dai conti Giglioli tra la fine del XIX e l'inizio del XX secolo. Chiuso dagli anni ottanta presenta alcuni interessanti edifici in stile Liberty ed è esempio dell'archeologia industriale legata ai numerosi zuccherifici in stato di abbandono che si trovano nella provincia di Rovigo.
- Monumento ai Caduti, sorge nel giardino davanti alle ex scuole elementari. Costruito nel 1925 nel parco sul retro dell'edificio scolastico, il monumento è stato spostato nella sua collocazione attuale nel 1937. La costruzione omaggia i ficarolesi militari e civili periti nel corso di prima e seconda Guerra Mondiale, sulla sommità della costruzione è posta la statua di una donna che simboleggia la Patria intenta a sorreggere un soldato ferito.

## Società

### Evoluzione demografica
Abitanti censiti

## Infrastrutture e trasporti

### Strade
L'abitato è raggiungibile da una rete stradale principalmente basata sulla strada regionale SR 6 "Eridania" che la attraversa congiungendola a ovest con Ostiglia, in provincia di Mantova, attraverso i comuni di Calto, Castelmassa, Bergantino e Melara, e a est verso Ferrara attraverso Occhiobello, all'intersezione con la SS 16 verso con il capoluogo Rovigo, attraversando prima i comuni di Gaiba, Stienta ed Occhiobello. Inoltre, tramite la SP 86, Ficarolo è collegata a Bondeno in provincia di Ferrara grazie a un ponte sul fiume Po.

### Ferrovie
Ficarolo è servita dalla stazione di Stellata-Ficarolo, sulla ferrovia Suzzara-Ferrara. La stazione è situata sulla riva destra del Po, nel territorio comunale di Bondeno.

### Mobilità urbana
Il sistema del trasporto pubblico della cittadina è servito da una linea extraurbana gestita da Busitalia e Garbellini SRL che la collega con il capoluogo Rovigo e con le principali località della provincia e con le province vicine.

## Amministrazione
| Periodo | Periodo   | Primo cittadino     | Partito                            | Carica  | Note |
| ------- | --------- | ------------------- | ---------------------------------- | ------- | ---- |
| 1993    | 1997      | Manuela Nicoletti   | Partito Democratico della Sinistra | Sindaco |      |
| 1997    | 2001      | Manuela Nicoletti   | Partito Democratico della Sinistra | Sindaco |      |
| 2001    | 2006      | Antonella Mantovani | Lista civica (centro-destra)       | Sindaco |      |
| 2006    | 2011      | Antonella Mantovani | Lista civica (centro-destra)       | Sindaco |      |
| 2011    | 2016      | Fabiano Pigaiani    | Lista civica (centro-destra)       | Sindaco |      |
| 2016    | 2021      | Fabiano Pigaiani    | Lista civica (centro-destra)       | Sindaco |      |
| 2021    | in carica | Fabiano Pigaiani    | Lista civica (centro-destra)       | Sindaco |      |